# Флаг Ньюфаундленда и Лабрадора
Флаг Ньюфаундленда и Лабрадора (англ. Flag of Newfoundland and Labrador), также известен как Золотая стрела (англ. The Golden Shaft) — введённый в 1980 году официальный флаг канадской провинции Ньюфаундленд и Лабрадор. Разработан Кристофером Праттом и утверждён 28 мая 1980 года Палатой ассамблеи Ньюфаундленда и Лабрадора. Соответствующий правовой акт вступил в силу 6 июня того же года. Флаг впервые был поднят 24 июня 1980 года.
За основу дизайна был взят флаг Британского Союза. Синие треугольники в левой части знаменуют историческую принадлежность Ньюфаундленда и Лабрадора Великобритании. Синий цвет символизирует море, белый — снег и лёд, алый — мужество и труд жителей провинции, золотой — их уверенность в своих силах и будущем. Два красных треугольника — континентальная и островная части провинции. Трезубец (образован треугольниками и стрелой) символизирует основу экономики провинции — рыболовство и использование морских ресурсов. Стрела, согласно Пратту, направлена в «светлое будущее», а при вертикальном положении флага стрела становится мечом — это дань уважения жертвам, принесённым жителям провинции на полях сражений.

## Галерея

Триколор Ньюфаундленда[англ.]
Флаг Лабрадора[англ.]
Чертёж флага
Кормовой флаг торговых судов доминиона Ньюфаундленд
Флаг доминиона Ньюфаундленд c 1931[5] и провинциальный флаг с 1949 до 1980 года